# Donaldo Schüler
Donaldo Schüler (Videira, 25 de setembro de 1932) é um escritor, professor e tradutor brasileiro.

## Biografia
Descendente de imigrantes alemães, formou-se doutor em Letras e Livre-Docente pela UFRGS e pela PUCRS. É professor titular aposentado em Língua e Literatura grega da UFRGS. É professor do Curso de Pós-graduação em Filosofia da PUCRS. Realizou estágio de pós-doutorado na USP, concluído com a publicação do trabalho "Eros: dialética e retórica". Ministrou cursos em nível de graduação e de pós-graduação no Brasil e no exterior (Estados Unidos, Canadá, Uruguai, Chile, Argentina). Atua como conferencista e professor em várias instituições e universidades .
Escreveu livros de ensaios, entre eles: "Teoria do romance", "Narciso Errante", "Eros: dialética e retórica", "Na conquista do Brasil", "Heráclito e seu (dis)curso", "Origens do discurso democrático". Também publicou romances, entre eles: "A Mulher Afortunada", "Faustino", "Pedro de Malasartes" e "Império Caboclo" . Traduziu o romance "Finnegans Wake", de James Joyce, tragédias gregas e a "Odisseia" de Homero .

## Prêmios
Vivendo em Porto Alegre desde a juventude, tornou-se Gaúcho Honorário. Recebeu a Comenda do Infante D. Henrique (Portugal) em 1974. Recebeu o Prêmio John Jameson por significativa contribuição à difusão da cultura irlandesa no Brasil, em 2000. É detentor do Título Honorífico de Cidadão de Porto Alegre e da Medalha Negrinho do Pastoreio, concedida pelo Governador do Estado do Rio Grande do Sul em 2002. Recebeu, em 2003, o Prêmio Fato Literário, oferecido pelo Grupo RBS e pelo Banrisul.
A Associação Paulista de Críticos de Arte (APCA) escolheu "Finnegans Wake" como a melhor tradução de 2003 . A Câmara Brasileira do Livro concedeu-lhe o Prêmio Jabuti em 2004, também pela tradução de "Finnegans Wake". Recebeu o Diploma Legislativo de Mérito Social da Câmara de Vereadores do Município de Videira/SC em 2005. Recebeu o Prêmio Açorianos de Literatura na categoria de tradução (2004) e na categoria de literatura infanto-juvenil (2005). Recebeu o título de Professor Emérito da UFRGS (2007) . Recebeu o Prêmio de Literatura Joaquim Felizardo da Prefeitura de Porto Alegre (2008). Recebeu a Medalha Cruz e Souza do Estado de Santa Catarina (2009).

## Obras[9]

### Não-ficção
- "Aspectos estruturais na Ilíada", Porto Alegre, Ufrgs, 1972
- "Formas da narrativa: carência, plenitude", Porto Alegre, Movimento, 1976
- "A palavra imperfeita", Rio de Janeiro, Vozes, 1979
- "A dramaticidade na poesia de Drummond", Porto Alegre, UFRGS, 1979
- "Poesia modernista no Rio Grande do Sul", Porto Alegre, Movimento, 1982
- "A prosa fraturada", Porto Alegre, UFRGS, 1983
- "A poesia no Rio Grande do Sul", Porto Alegre, Mercado Aberto, 1987
- "Teoria do romance", Rio de Janeiro, Ática, 1989
- "Eros: dialética e retórica", São Paulo, Edusp, 1992
- "Narciso errante", Rio de Janeiro, Vozes, 1994
- "Heráclito e seu (dis)curso", Porto Alegre, L&PM, 2000
- "Na conquista do Brasil", São Paulo, Ateliê, 2001
- "Origens do discurso democrático", Porto Alegre, L&PM, 2002
- "Fronteiras e confrontos", Porto Alegre, Movimento, 2009
- "Afrontar fronteiras", Porto Alegre, Movimento, 2012

### Ficção
- "A mulher afortunada", Porto Alegre, Movimento, 1982
- "O tatu", Porto Alegre, Movimento, 1983
- "Chimarrita", Porto Alegre, Movimento, 1985
- "Faustino", Porto Alegre, Mercado Aberto, 1987
- "Pedro de malas artes", Porto Alegre, Movimento, 1992
- "Império caboclo", Florianópolis, UFSC, 1994
- "O homem que não sabia jogar", Porto ALegre, Movimento, 1998

### Poesia
- "Martim Fera", Porto Alegre, Movimento, 1984
- "A essência da mulher". In: "Mulher em prosa e verso", Porto Alegre, Movimento, 1988

### Literatura infantil
- "O astronauta". (em parceria com João Paulo), Porto Alegre, L&PM, 1985
- "Refabular Esopo", Rio de Janeiro, Lamparina, 2004
- "Finnício Riovém", Rio de Janeiro, Lamparina, 2004

### Tradução
- "Antígona", Sófocles, Porto Alegre, L&PM, 1999
- "Finnegans Wake / Finnicius Revém", James Joyce, São Paulo, Ateliê, 5 volumes: 1999-2003
- "Odisseia", Homero, Porto Alegre, L&PM, 2007 (em 3 volumes)
- "O Banquete", Platão, Porto Alegre, L&PM, 2010
- "Édipo em Colono", Sófocles, Porto Alegre, L&PM
- "As Fenícias", Eurípedes, Porto Alegre, L&PM
- "Sete contra Tebas, Ésquilo, Porto Alegre, L&PM